# Avington, Berkshire
Avington är en by i civil parish Kintbury, i distriktet West Berkshire, i grevskapet Berkshire i England. Byn är belägen 11 km från Newbury. Avington var en civil parish fram till 1934 när blev den en del av Kintbury. Civil parish hade 77 invånare år 1931. Byn nämndes i Domedagsboken (Domesday Book) år 1086, och kallades då Avintone.